# Laihia
Laihia (szw. Laihela) – gmina w Finlandii, położona w zachodniej części kraju, należąca do regionu Ostrobotnia.